# Staatliche Hochschule für Musik und Darstellende Kunst Stuttgart

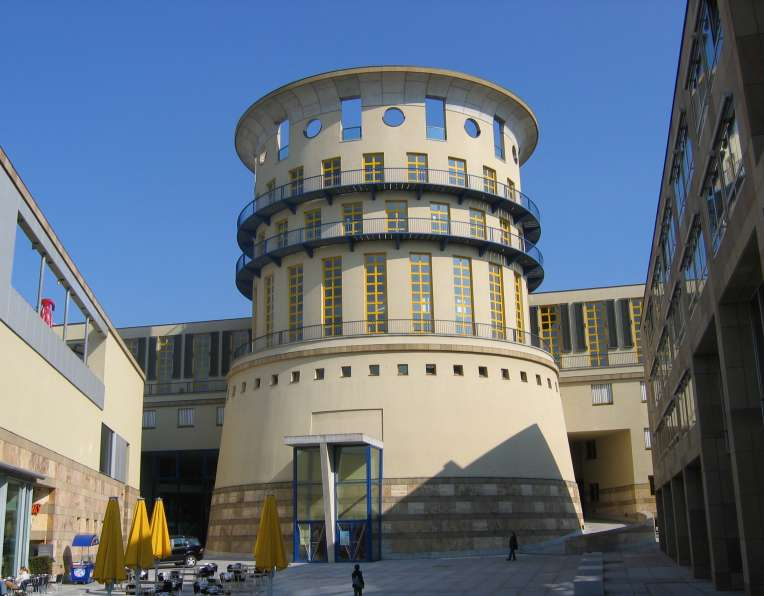
Hoofdgebouw naar plannen van de Britse architect James Stirling

De Staatliche Hochschule für Musik und Darstellende Kunst Stuttgart in Stuttgart werd in 1857 opgericht als Stuttgarter Musikschule. Zij is daarmee de oudste hogeschool voor muziek in de Duitse deelstaat Baden-Württemberg. In 1865 werd de naam veranderd in Konservatorium für Musik. Toen was zij nog opleidingsinstituut voor professionele muzikanten alsook muziekschool voor de jeugd.

## Geschiedenis
In 1921 kwam een splitsing van de twee historische afdelingen. In de Württembergische Hochschule für Musik werd de concentratie voor de opleiding van de professionele muzikanten herkenbaar. Alhoewel zij al twee keer van naam wisselde, was een hoofddoel van het conservatorium een continuering in de pedagogische lijnen. Dit komt er ook tot uiting enerzijds door het constant hoge aantal studenten en anderzijds door het langer aanblijven van de directeuren. De eerste directeur Prof. Dr. Immanuel Faisst oefende van 1859 tot 1894 zijn functie uit en Prof. Max Pauer van 1907 tot 1924.
Van 1924 tot 1929 was Prof. Wilhelm Kempff directeur en legde de basis voor een traditie van piano-opleiding op zeer hoog niveau. In 1938 werd onder directeur Prof. Carl Wendling (1929-1940) de studierichting "muziekleraar" opgenomen en tegelijkertijd werd de hogeschool een staatsinrichting. 
In de Tweede Wereldoorlog ging het hoofdgebouw door een bomaanslag verloren. De hogeschool werd tot 1946 verplaatst naar Trossingen in werkruimtes van de accordeonfabriek Hohner. In 1955 kon er een nieuw gebouw aan de Urbansplein in Stuttgart in gebruik genomen worden. Omdat het aantal van muziekstudenten spoedig tot meer dan 900 toenam, werd dit gebouw te klein.

## Actueel
In 2002 werd er een nieuw gebouw naar plannen van de Britse architect James Stirling aan de zogenoemde "Kulturmeile" in Stuttgart in gebruik genomen, waar ook een uitbreiding van het gebouw van de Staatsgalerij werd ondergebracht. Omdat de hogeschool al van begin af aan ook een opleidingsinstituut voor actrices en acteurs was, werd zij in 1963 Staatliche Hochschule für Musik und Darstellende Kunst genoemd. 

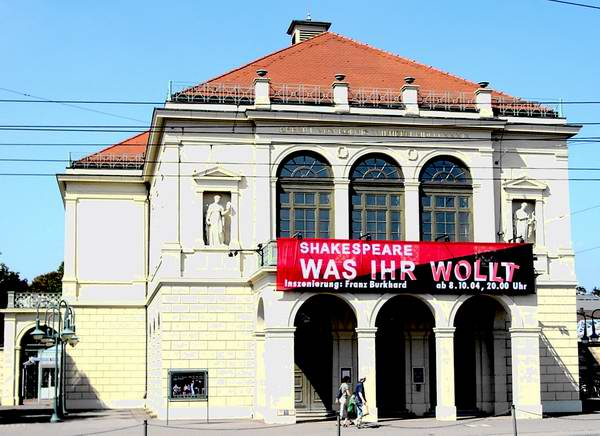
Wilhelmina Theater in 2004

Een ander gebouw is het Wilhelma Theater in Stuttgart-Bad Cannstatt uit 1837, dat aan het einde van de 20e eeuw gerestaureerd werd. Als enige hogeschool voor theater in Duitsland heeft de "Staatliche Hochschule für Musik und Darstellende Kunst Stuttgart" daarmee een eigen opleidingstheater. In 1946 tot 1952 werd de afdeling kerkmuziek van de toenmalige directeur Prof. Dr. Hermann Keller uitgebouwd. De hogeschool heeft met totaal 10 orgels een groot aanbod van instrumenten. 
De bibliotheek is met rond 100.000 media-eenheden (18.000 boeken, 80.000 bladmuziek en 9.000 audio-opnames) een van de grootste conservatoria in Duitsland. 

## Studiemogelijkheden

### Basisstudie
- Bachelor muziek
- Schoolmuziek
- Bachelor kerkmuziek B
- Schouwspel
- Sprakopleiding
- Figurentheater

### Diplomastudie
- Solisten klas
- Kerkmuziek A

### Doctorale studie
- Muziekpedagogiek
- Musicologie

### Andere diplomastudies
- Speciaal repertoire
- Dirigeren voor speciale ensembles
- Muziekpedagogiek
- Musicologie
- Liturgische practica
- Compositie en nieuwe media
- Praktische retoriek

## Directeuren en rector magnificus
- 1857 tot 1859 Sigmund Lebert en Immanuel Faisst
- 1859 tot 1894 Dr. Immanuel Faisst
- 1900 tot 1907 Samuel de Lange
- 1907 tot 1924 Max Pauer
- 1924 tot 1929  Wilhelm Kempff, pianist
- 1929 tot 1940 Carl Wendling
- 1940 tot 1942 Dr. Hugo Holle
- 1942 tot 1945 Dr. Hermann Erpf
- 1945 tot 1952 Dr. Hermann Keller, musicoloog
- 1952 tot 1956 Hermann Erpf, erneut
- 1956 tot 1966 Hermann Reutter
- 1966 tot 1973 Arno Erfurth
- 1973 tot 1982 Wolfgang Gönnenwein
- 1982 tot 1986 Martin Gümbel, componist
- 1987 tot 1990 Konrad Richter
- 1990 tot 1997 Rolf Hempel
- 1997 tot 2002 Rainer Wehinger
- sinds 2002 Dr. Werner Heinrichs

## Professoren, docenten en bekende studenten
- Karl Adler, zanger, musicoloog en leider 1921–1933
- Georg von Albrecht, componist en professor
- Jo Ambros, gitarist
- Sergio Azzolini, fagottist en professor
- Henk Badings, componist en professor van 1962-1972
- Wolfgang Bauer, trompettist
- Gunda Baumgärtner, zangeres
- Willy Bergmann, pianist en professor
- Hans Georg Bertram, componist
- Jutta Böhnert, zangeres
- Helmut Bornefeld, componist, kerkmusicus
- Christoph Bossert, organist, kerkmusicus
- Paul Buck, pianist
- Heinz Burum, professor en trompettist
- Chia Chou, pianist
- Johann Nepomuk David, componist
- Meta Diestel, zangeres
- Hugo Distler, kerkmusicus en componist
- Karl Eichhorn, dirigent
- Friedrich Fröschle, kerkmusicus en organist
- Sylvia Geszty, professor voor zang
- Kenneth Gilbert, klavecinist
- Hans Grischkat, dirigent
- Bernhard Haas, organist
- Ludwig Hölscher. cellist
- Michael Höltzel, hoornist
- Werner Jacob, organist

- Antonio Janigro, cellist
- Joachim Kaiser, musicoloog
- Christian Kayer, organist en componist
- Karl Michael Komma, musicoloog, componist
- Dieter Kurz, dirigent
- Helmut Lachenmann, componist
- Christian Lampert, hoornist
- Jon Laukvik, organist
- Ludger Lohmann, organist
- Volker Lutz, dirigent, organist, kerkmusicus
- Antônio Meneses, cellist
- Nadja Michael, zangeres
- Ann-Katrin Naidu, zangeres
- Thomas Pfeiffer, bariton, professor voor zang
- Helmuth Rilling, dirigent, kerkmusicus
- Helmut Schaal, dirigent, muziekinspecteur van de Bundeswehr, professor
- Harald Schmidt, tv-moderator en organist
- Willy Schneider, componist
- Ernst Hermann Seyffardt, componist, professor 1897-1929
- Anke Sieloff, zangeres
- Giovanni Sollima, cellist
- Ulrike Sonntag, sopraan, professor voor zang
- Christoph Theinert, cellist
- Hildegund Treiber, organist, klavecinist
- Friedrich Milde, hoboïst, professor voor hobo en houtblazers-kamermuziek
- Fritz Windgassen, tenor
- Nebojša Jovan Živkovič, componist en slagwerker